# بهشت أباد (بمبور الغربي)
بهشت أباد (بالفارسية: بهشت‌آباد) هي قرية تقع في إيران في قسم بمبور الغربي الريفي. يقدر عدد سكانها بـ 450 نسمة بحسب إحصاء 2016.